# Kerianthera preclara
Kerianthera es un género monotípico de plantas con flores perteneciente a la familia Rubiaceae. Su única especie, Kerianthera preclara, se encuentra en la Amazonia cerca de Manaus.

## Taxonomía
Kerianthera preclara fue descrita por Joseph Harold Kirkbride y publicado en Brittonia 37(1): 109–110, f. 1–4, en el año 1985.